# Premier triumvirat (Argentine)
Pour l’article homonyme, voir Premier triumvirat.
Le premier triumvirat (en espagnol : Primer Triunvirato) est l’organe exécutif qui se substitua à la Grande Junte et gouverna les Provinces Unies du Río de la Plata entre le 23 septembre 1811 et le 8 octobre 1812. Il se composait à l’origine de Feliciano Chiclana, Manuel de Sarratea et Juan José Paso.
 

## Origine du premier triumvirat
La Grande Junte, corps constitué destiné à représenter les villes de l’intérieur, voyait son action exécutive entravée par son nombre excessif de membres et par l’absence de règles de fonctionnement ; cela lui fit perdre du temps et de l'énergie en questions de procédure et donc se détourner de sujets plus importants. L’opposition eut beau jeu de l’accuser d’être inopérante.
Après que le général José Manuel de Goyeneche, à la tête des troupes royalistes, eut défait les forces révolutionnaires américaines lors de la bataille de Huaqui, le 20 juin 1811, la Grande Junte se retrouva encore davantage déconsidérée.
La décision de Cornelio Saavedra, président de la Première Junte, puis de la Grande Junte, de se charger personnellement de la réorganisation de l'armée du Nord, et donc de s’éloigner de Buenos Aires, fut mise à profit fin septembre 1811 par la faction favorable à Mariano Moreno pour déclencher un soulèvement et obtenir que soient élus et intégrés dans la Junte deux nouveaux membres pour Buenos Aires. Presque en même temps, il fut décidé de concentrer le pouvoir dans un triumvirat, formé des deux nouveaux députés portègnes, Paso et Chiclana, et par celui qui avait obtenu le plus de voix à cette même élection, Sarratea. Il résulta de ce coup de force institutionnel que le pouvoir exécutif de la Junte n’était plus issu désormais que des partis politiques (si ce terme est approprié en l’occurrence) de la seule capitale.
La mise en place du triumvirat ne signifia pas — du moins au début — la dissolution de la Grande Junte, mais la transformation de celle-ci en une dénommée Junte conservatoire (en esp. Junta Conservadora), dotée d’attributions législatives, et composée des membres de la dissoute Grande Junte, à l’exception expresse de Joaquín Campana et de Cornelio Saavedra.
Faisaient en outre partie du triumvirat les secrétaires non votants Bernardino Rivadavia, José Julián Pérez et Vicente López y Planes.
| Composition du premier triumvirat - Juan José Paso - Feliciano Chiclana - Manuel de Sarratea - Juan Martín de Pueyrredón (après le départ de Paso en avril 1812) |

## Centralisation politique
La Junte conservatoire s’attela à la tâche d’élaborer un document fixant les attributions de chaque pouvoir et le fonctionnement du gouvernement. Ainsi adopta-t-elle le 22 octobre 1811 un règlement organique sanctionnant le principe de la séparation des pouvoirs. Aux termes de ce règlement, le pouvoir législatif résiderait dans la Junte conservatoire de la Souveraineté de monseigneur Ferdinand VII et des lois nationales, celle-ci étant par ailleurs habilitée à déclarer la guerre, à signer les traités de paix et les accords de frontière, à créer des tribunaux et à nommer les personnes investies du pouvoir exécutif. Le triumvirat assumerait le pouvoir exécutif, et serait responsable devant la Junte. Enfin, le pouvoir judiciaire, indépendant, serait exercé par la Real Audiencia de Buenos Aires.
Cependant, le triumvirat, considérant que la Junte conservatoire s’octroyait des pouvoirs excessifs, s’empressa de la dissoudre et s’arrogea la totalité des fonctions gouvernementales, laissant sans effet le règlement organique.
Pour légitimer son action et organiser le pouvoir politique, le triumvirat sanctionna le 22 novembre 1811 le Statut provisoire, qui l’habilitait à gouverner et à adopter telles mesures qu’il estimerait nécessaires pour la défense et le salut de la patrie. Il se dota du titre de Gouvernement supérieur provisoire des Provinces Unies du Río de la Plata.
En décembre 1811 éclata contre le triumvirat un coup d’État, dénommé mutinerie des Tresses (en espagnol : Motín de las Trenzas), dont le foyer se trouvait dans le régiment de Patriciens. Les troupes loyales au gouvernement le réprimèrent, et le triumvirat ordonna l’expulsion des députés de l’intérieur, accusés d’avoir soutenu le soulèvement.
Donnant libre cours à sa tendance centraliste, le triumvirat supprima les juntes provinciales le 23 décembre 1811, pour les remplacer par des gouverneurs et leurs délégués, élus par le triumvirat lui-même et, en grande majorité, originaires de Buenos Aires. Fut ainsi amorcée une période de centralisme marqué, justifié par la nécessité de concentrer le pouvoir politique afin de conduire le pays en ces temps de guerre : les décisions se prenaient donc dans la capitale et devaient s'étendre dans toutes les provinces. Ainsi le triumvirat est-il, en un certain sens, à l’origine de l'unitarisme en Argentine.
D’autre part, le triumvirat s'abstint de définir la déclaration d’indépendance et de faire adopter une constitution. En janvier 1812, il abolit la Real Audiencia de Buenos Aires, pour lui substituer une Chambre d’appel (en espagnol : Cámara de Apelaciones).

## Actes de gouvernement
Parmi les mesures prises par le triumvirat figurent :
- l'instauration de la liberté de la presse ;
- l'adoption de la loi sur la sécurité individuelle ;
- la création de la Chambre d’appel ;
- le règlement relatif à l’institution et l’administration de la justice ;
- l'ordre donné à Manuel Belgrano de lever des troupes dans le but de protéger la population de Rosario contre les attaques navales espagnoles lancées depuis Montevideo.
- l'approbation, le 18 février 1812, de l’adoption d’une cocarde blanc et bleu ciel dans les forces armées. Le même jour : l'ordre donné à Belgrano de prendre en charge l’armée du Nord.
- l'ordre donné le 16 mars 1812 au lieutenant-colonel José de San Martín de former un corps spécial de cavalerie, connu par la suite sous la dénomination de régiment de Grenadiers à cheval (en esp. Regimiento de Granaderos a Caballo).
- mise en place le 4 septembre 1812 de la Commission de l’immigration, laquelle fut le premier office créé aux fins de stimuler l’immigration et la colonisation du territoire. Empêchée d’accomplir son rôle par la guerre d’indépendance de l’Argentine, elle fut cependant réactivée quelques années plus tard, en 1824, par les soins de Bernardino Rivadavia, alors ministre dans le gouvernement de Buenos Aires, mais finalement dissoute le 20 août 1830 sur ordre de Juan Manuel de Rosas.

## Politique face à l’Espagne

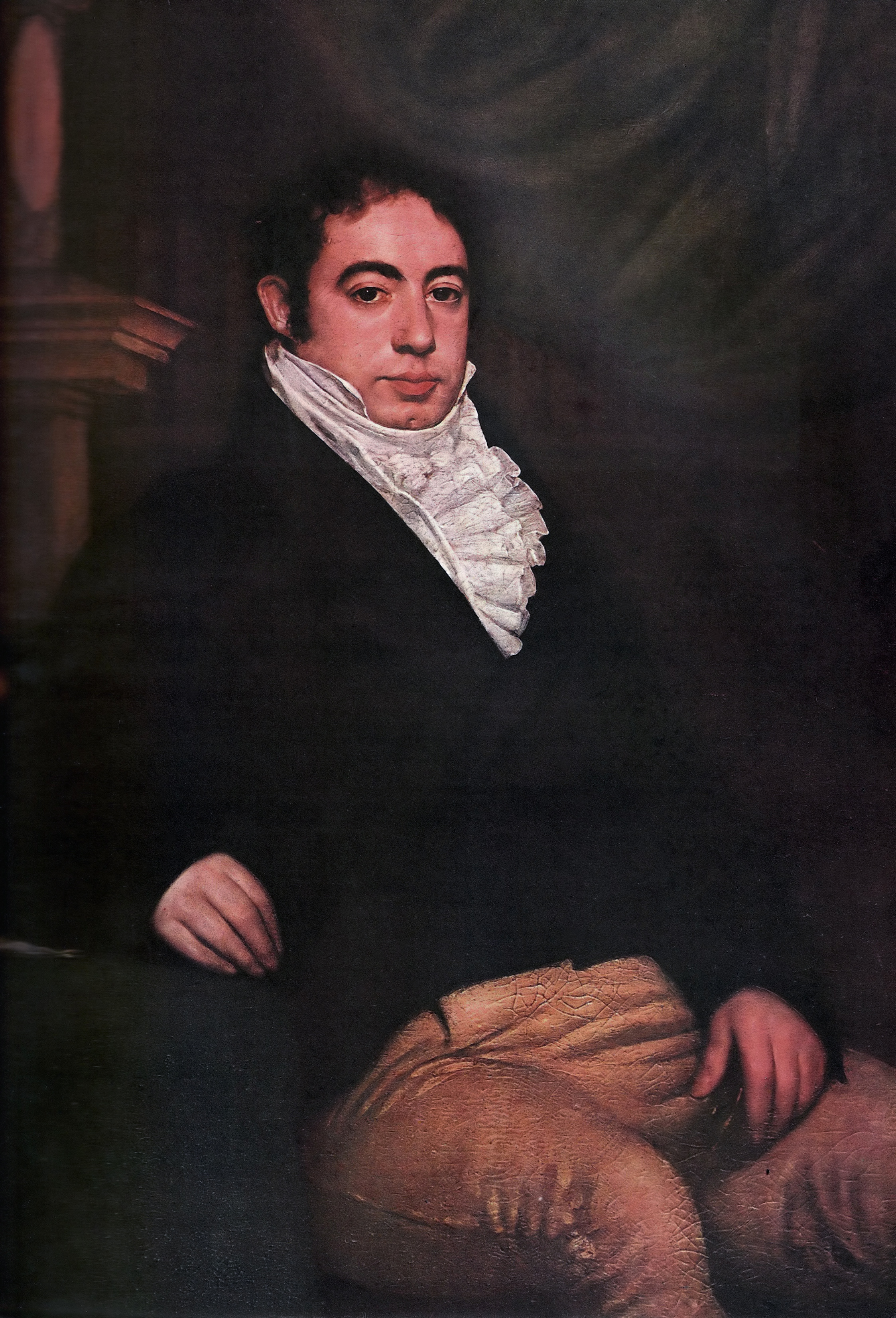
Bernardino Rivadavia, secrétaire du triumvirat.

Sous la direction de Rivadavia, le gouvernement, différant toute prise de position claire quant à l’indépendance et à la constitution, maintint sa politique d’apparente fidélité à Ferdinand VII, lors même que la guerre contre l'Espagne se poursuivait. Le Royaume-Uni, allié de l’Espagne dans la guerre contre Napoléon Ier, conseillait de continuer à reconnaître le roi captif. Pour cette raison, instruction fut notamment donnée à Manuel Belgrano de garder par devers lui le drapeau blanc et bleu ciel qu’il avait présenté aux troupes sur les berges du Paraná le 27 février 1812.
Stratégiquement, le triumvirat se replia sur des positions défensives : dans le Litoral, les forces portugaises avançaient sur la bande Orientale, en soutien des royalistes de Montevideo. Le triumvirat décida le 20 octobre 1811 de négocier un armistice avec le vice-roi Francisco Javier de Elío, à la suite de quoi le siège de Montevideo fut levé. Il avait été convenu que les troupes de Buenos Aires, de même que les troupes portugaises, devaient se retirer de la bande Orientale, laquelle resterait, en plus de trois localités de la Province d'Entre Ríos (Gualeguay, Gualeguaychú et Concepción del Uruguay), aux mains de l’Espagne.
D’autre part, Belgrano reçut l’instruction qu’en cas d’avancée royaliste dans le nord, il aurait à se replier vers Córdoba, abandonnant de ce fait la totalité de la province de Salta, laquelle à cette époque comprenait en outre les actuelles provinces de Tucumán, de Santiago del Estero et de Catamarca.

## L’opposition

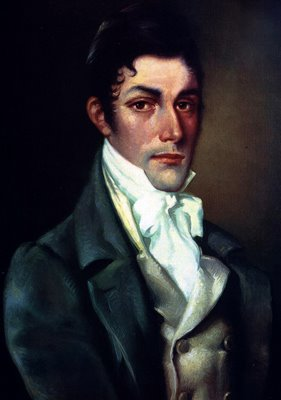
Martín de Álzaga

Le chef principal des gauchos de la bande Orientale, José Artigas, rejeta l’accord conclu et se transporta vers le campement d’Ayuí, dans l’actuelle ville de Concordia, suivi par une grande partie de la population orientale, épisode connu sous le nom d’Exode du peuple oriental.
Le 1er juillet 1812, le ministre Rivadavia découvrit, ou crut découvrir, une conspiration d’Espagnols contre le gouvernement. Lors de l’instruction de l’affaire, qui s’appuyait sur des preuves et des aveux extrêmement sujettes à caution, Rivadavia fit que Martín de Álzaga, héros de la résistance contre les offensives anglaises, ainsi qu’un vaste groupe de ses partisans, quasi tous Espagnols, fissent egalement partie des accusés. Álzaga et ses complices eurent à subir un procès secret et expéditif, à l’issue duquel tous furent condamnés à mort. Les exécutions commencèrent le 4 juillet ; trente hommes au total, y compris des gradés de l’armée, des prêtres et des hommes d’affaires, furent exécutés et leurs biens confisqués. Des doutes semblent justifiés quant à la réalité de cette conspiration et quant au mobile réel qui incita à inclure Álzaga parmi les accusés, et qui pourrait être une vengeance personnelle de Rivadavia en rapport avec un vieil affront.

## La Loge lautarienne et la Société patriotique
Un groupe de jeunes criollos, qui s’étaient enrôlés dans l’armée espagnole en guerre contre Bonaparte, arriva à Buenos Aires en mars 1812. Leur objectif était de lutter pour l’indépendance. Ils s’étaient antérieurement affiliés à certaines loges secrètes libérales alors actives en Europe. Ces loges dépendaient de la Grande Union Américaine, organisée par le précurseur Miranda à Londres. Le triumvirat incorpora ces jeunes gens dans l’armée et leur octroya un grade militaire.

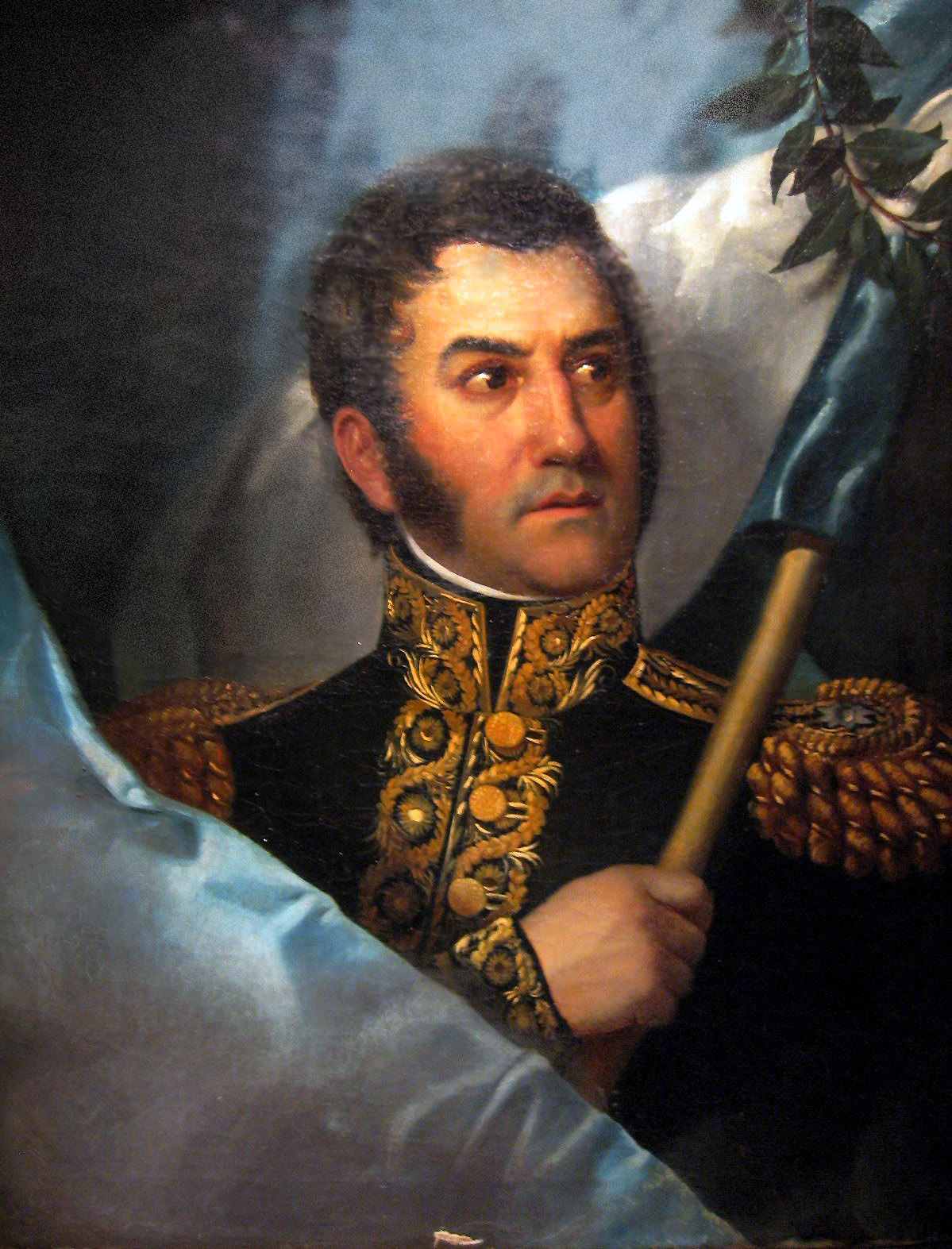
José de San Martín, fondateur de l'armée des Andes.

Parmi ceux-ci se distinguaient José de San Martín, a qui le gouvernement confia le soin d’organiser un corps de cavalerie — le régiment de Grenadiers à cheval — et Carlos María de Alvear, jeune ambitieux issu d’une des principales familles de Buenos Aires.
Peu après leur arrivée, ils mirent sur pied une société secrète, la loge lautarienne, dans le dessein de lutter pour l’indépendance et pour un régime constitutionnel en Amérique ; cette loge s'efforçait de renforcer l’unité politique et militaire de la jeune république, par l’élaboration d’une stratégie globale contre le pouvoir des Espagnols en Amérique. Elle accueillit en son sein des personnalités soutenant l’idéal d’émancipation, comme Bernardo de Monteagudo, chef de la Société patriotique (en esp. Sociedad Patriótica).
La loge mère était située à Buenos Aires, mais possédait des filiales dans les provinces de l’intérieur. Son président était Alvear, et son vice-président San Martín. Ses membres s’appelaient réciproquement frères, avaient un code spécial pour communiquer entre eux, et s’engageaient, au cas où ils viendraient à être sollicités pour occuper des fonctions gouvernementales, à en référer d'abord à la Loge.
Dans le même temps, les membres de la Sociedad Patriótica, qui avaient initialement appuyé le gouvernement, se mirent à le critiquer. Par la voie de différents journaux, ils insistaient sur la nécessité de déclarer formellement l’indépendance et de réunir un congrès en vue de rédiger et sanctionner une constitution. Les points de vue de la Loge et de la Sociedad vinrent à converger progressivement en une opposition conjointe.

## La révolution du 8 octobre 1812 et la dissolution du premier triumvirat
Cependant, les luttes de pouvoir successives ne manquèrent pas de restreindre la capacité d’action des membres du triumvirat. Si ce régime permit aux morénistes de neutraliser leurs adversaires, les dissensions internes et la menace d’une invasion par le Brésil finirent par miner leur pouvoir.
Début octobre 1812 parvint dans la capitale la nouvelle que Belgrano, passant outre aux ordres du triumvirat, avait affronté les envahisseurs royalistes dans la bataille de Tucumán et avait remporté une importante victoire. Cette nouvelle anéantit ce qui restait de prestige au triumvirat.
José de San Martín et les membres de la Loge lautarienne et de la Société patriotique s’accordaient à préconiser la création d’une armée de libération, la future armée des Andes, et à souhaiter la proclamation officielle de l’indépendance. La Loge tenta d’accéder au pouvoir en soutenant la candidature de Monteagudo pour le renouvellement, fixé à octobre 1812, du mandat des triumvirs. Cependant, le triumvirat réussit à évincer Monteagudo et à faire élire Pedro Medrano, proche de Rivadavia, assurant ainsi la continuïté de sa politique. Voyant ainsi fermée la route vers le pouvoir, la Loge mobilisa les troupes, et fit occuper la place de Mai dans la matinée du 8 octobre par le régiment de Grenadiers à cheval, sous le commandement de San Martín, et par le bataillon de Arribeños, placé sous les ordres de Francisco Ortiz de Ocampo. De son côté, la Sociedad Patriótica eut recours aux pétitions publiques et à la mobilisation des citadins.
Après que le gouvernement eut consenti, après quelques tergiversations, à démissionner, le Cabildo entreprit de constituer un second triumvirat, qui serait au diapason de la Loge lautarienne. L’élection fut ensuite ratifiée par le peuple.